# Шумометрія
Шумометрія — акустичні дослідження свердловин, які дозволяють визначати межі пластів і пропластків, що експлуатуються, давати кількісну оцінку дебітів, наприклад, у випадку аварійного фонтанування газової свердловини. Найефективніше застосування акустичного каротажу (АК) при визначенні пористості гірських порід у необсаджених свердловинах.
На етапі розвідки родовищ при наявності на структурі кількох свердловин надзвичайно суттєвим методом може стати акустичне прослуховування пласта. Технологія цього методу така: в одній із свердловин за допомогою насоса або випробувача пластів на трубах проводять локальну зміну тиску. Це призводить до утворення хвилі тиску, яка пошириться по пласту на великі відстані у вигляді «хвилі перетікання». Одночасно буде збуджуватися акустична хвиля, яка поширюється по пласту зі швидкістю звуку. Реєстрація цих обох хвиль може здійснюватися акустичними датчиками тиску першою чергою, буде реєструватись звукова хвиля, яка йде по скелету породи, а в наступних ‒ хвиля тиску; при цьому, швидкість та затихання першої хвилі буде характеризувати колекторські властивості пласта між наступними свердловинами, а на основі параметрів другої хвилі можна одержати інформацію про гідродинамічні властивості рідини, яка насичує пласт. Комплекс цих параметрів буде корисним не тільки при підрахунку запасів пластового флюїду, але і при виборі системи розробки та сітки експлуатаційних свердловин.